# Декларация независимости Турецкой Республики Северного Кипра
Декларация независимости Турецкой Республики Северного Кипра (тур. Kuzey Kıbrıs Türk Cumhuriyeti'nin Bağımsızlık Bildirgesi) — документ, составленный и подписанный Ассамблеей Турецкой Республики Северного Кипра в ноябре 1983 года и провозгласивший независимость Турецкой Республики Северного Кипра от Республики Кипр.

## История создания
В 1975 году было провозглашено создание Турецкого Федеративного Государства Северного Кипра, а 15 ноября 1983 года декларация независимости Северного Кипра была представлена Ассамблеей Турецкой Республики Северного Кипра в Северной Никосии лидером турок-киприотов Рауфом Денкташем. В тексте декларируется защита прав человека и желание взаимодействовать с греками-киприотами, а в заключительной части провозглашается создание вместо Турецкого Федеративного Государства Северного Кипра независимого и суверенного государства под названием Турецкая Республика Северного Кипра. В тот же день Ассамблея Турецкой Республики Северного Кипра единогласно приняла резолюцию, ратифицировавшую эту декларацию.

## Реакция
Совет Безопасности ООН издал две резолюции (541 и 550), в которых указано, что Декларация независимости Турецкой Республики Северного Кипра является юридически недействительной, а также выражена просьба к другим суверенным государствам не признавать эту декларацию.
15 ноября 1983 года Турция официально признала независимость ТРСК. В 1992 году парламент Нахичеванской Автономной Республики, которая является автономным государством в составе Азербайджана, принял резолюцию о признании ТРСК суверенным государством, но это решение не признаётся центральным правительством Азербайджана.